# IT Park (Львів)
49°48′48″ пн. ш. 24°01′21″ сх. д. / 49.813283° пн. ш. 24.022484° сх. д.

Візуальне представлення проекту IT Park у Львові.

IT Park (повна назва: Innovation District IT Park — Інноваційний квартал IT Парк) — інфраструктурний проект який передбачає зведення комплексу офісних, навчальних, житлових та сервісних будівель у Львові на ділянці між вулицями Стрийська, Івана Чмоли, Козельницька та Луганська. Презентація проекту відбулася в 2016 році, будівництво заплановано на липень  2018, але будівництво на 2020 рік, ще не розпочалося. Здача в експлуатацію перших об'єктів заплановане на кінець 2021 рік, остаточне завершення проекту — в 2023-24 роках. Очікується що IT Park стане центром IT індустрії Львова. Тут планується створити близько 14 тис. робочих місць (з них 10 тис. в галузі IT, 4 тис. в суміжних галузях). Розмір інвестицій складе близько 160 млн доларів США. Цей проект називають наймасштабнішим у новітній історії Львова, також він стане першим подібним IT-парком в Україні.
Комплекс буде розташований на земельній ділянці розміром 10 гектарів і складатиметься з:
- офісних приміщень загальною площею 95 тис м², серед яких:
  - 6 восьмиповерхових будівель, орендною площею 72 тис м²
  - один висотний бізнес-центр з корпусами на 11 та 22 поверхи, площею 32 тис м²
- 1 кампус університету площею 4 тис м² (вміщатиме в т.ч. лабораторії, бібліотеки, ко-воркінги)
- готель площею 5,7 тис м² на 150-200 номерів
- 12,8 тис м² рітейлу та сервісної зони (в т.ч. конференц-зали, спортивні зони, басейн, кінотеатр)
- дитячий садочок
- підземний і наземний паркінги на близько 3,1 тис. місць

Ініціатором проекту виступив Львівський ІТ Кластер. Інвесторами — українські інвестиційні компанії Galereja Centre і Horizon Capital та канадська Brookfield. 
Найбільший державний банк Польщі BGK (Bank Gospodarstwa Krajowego) погодив надання кредиту на його будівництво у розмірі 81,5 млн євро.
Головним архітектором є, співзасновник архітектурної фірми Bose, Марек Трижибовіч. За словами координаторів проекту, станом на червень 2018, 60% площі офісних будівель вже зарезервували такі IT-компанії як SoftServe, N-iX, GlobalLogic, Intellias [Архівовано 1 серпня 2018 у Wayback Machine.] та Perfectial.